# Galeries de l'Académie de Venise
Les galeries de l’Académie (Gallerie dell'Accademia) rassemblent la plus importante collection au monde de peintures vénitiennes, datant du XIVe siècle au XVIIIe siècle. Des chefs-d'œuvre des plus grands maîtres tels que Bellini, Giorgione, Carpaccio, Tintoretto, Véronèse et Tiepolo y sont conservés. Le but de ce musée était essentiellement didactique.

## Origine du musée
En 1750, le Sénat vénitien crée l'école d’architecture, de peinture et de sculpture de l'Académie des beaux-arts de Venise.
Il s’agissait, alors, de reproduire des institutions officielles majeures qui existaient à l’époque et que l’on pouvait trouver à Rome, Bologne ou Milan. Ce fut une des premières institutions à étudier l’art de la restauration dès 1777, formalisé officiellement en 1819.
Giambattista Tiepolo, Francesco Hayez, Nono, Ettore Tito, Arturo Martini, Alberto Viani, Carlo Scarpa, Afro, Santomaso, et Emilio Vedova comptèrent parmi les professeurs les plus prestigieux.
Les galeries de peintures, en tant que telle, de l’Académie des beaux-arts de Venise, voient officiellement le jour le 12 février 1807, à la faveur d’un décret de Napoléon Ier qui les installe à leur emplacement actuel dans le complexe des anciens couvent des Canonici Lateranensi et église et scuola de Santa Maria della Carità, avant d'ouvrir au public en 1817. En 1879, l'Académie des beaux-arts de Venise est séparée des galeries, puis transférée en 2004 dans l'ex-hôpital des Incurables.

## Le musée
Le complexe architectural qui abrite aujourd’hui les galeries de l'Académie de Venise est composé de plusieurs bâtiments historiques : l’église Santa Maria della Carità, son couvent - dont la partie du XVIe siècle est due au génie de Palladio - et les espaces de la Scuola Grande du même nom.
Les galeries accueillent 37 salles (24 au premier étage et 13 au rez-de-chaussée) réparties autour de deux cours (dont une grande cour intérieure conçue par Palladio) dans lesquelles s’articule un parcours d’exposition allant de la peinture du XIVe au XVIIIe siècle.
L’accès au musée s’effectue par le Campo della Carità donnant lui-même sur le Grand Canal et le pont de l’Académie. L’ordonnancement des salles dans lesquelles se trouvent les œuvres, respecte un ordre chronologique.
Depuis quelques années le musée est en cours d'agrandissement. En effet, en 2005 l'Académie des beaux-arts de Venise, qui occupait une partie des locaux, a déménagé. Le réaménagement du musée se poursuit depuis par petites touches. L'objectif de ce projet est de quasiment doubler la surface des espaces du musée, celui-ci devant passer de 6 000 m2 à plus de 10 000 m2, avec l'ouverture de 30 nouvelles salles. A terme le musée pourra présenter environ 800 tableaux, soit deux fois plus qu'aujourd'hui. La date d'achèvement des travaux reste incertaine, en raison notamment des difficultés de financement. Quoi qu'il en soit, le musée est toujours resté ouvert durant les travaux.

## Les collections
Les galeries de l'Académie constituent la plus grande collection de peintures vénitiennes du XIVe siècle au XVIIIe siècle. Les premiers noyaux de collection étaient formés de dons et essais des académies, du transfert de la vieille Academia ou encore certaines œuvres restées sur place, qui appartenaient à l'église Santa Maria della Carità.
Pietro Edwards en fut nommé le conservateur. Il était déjà responsable des peintures publiques depuis 1778, il exerça cette fonction jusqu'au déclin de la République. Tous les gouvernements qui succédèrent à celle-ci le trouvèrent utile et indispensable à la bonne gestion des collections. Il conserva une tâche semblable sous la domination autrichienne et sous le royaume d'Italie. Cependant il ne put empêcher la dispersion de grands ensembles et le transfert d'œuvres capitales à la pinacothèque de Brera. La France dut restituer quelques peintures parmi lesquels Le Repas chez Levi de Véronèse et des portraits d'églises vénitiennes. À cette époque arrivèrent les premières aides privées.
Les dons les plus importants ont été sans doute ceux de Girolamo Contarin qui offrit sa collection de quatre-vingt-huit œuvres en 1838 ou encore ceux du frère de Canova qui légua une série de grands plâtres du Thésée et le Centaure et d'Hercule et Lycas.
En 1822, l'abbé Celotti réussit à acquérir la collection Giuseppe Bossi, formé de 3 000 pièces parmi lesquels l'Homme de Vitruve de Léonard de Vinci et des dessins préparatoires pour la bataille d'Anghiari, des dessins de Michel-Ange, de Raphaël, de Giambattista Pittoni, du Pérugin, de Giovanni Bellini, des écoles bolonaise, romaine, toscane, ligurienne. Toujours grâce à cet abbé, deux ans plus tard 602 dessins de Giacomo Quarenghi furent achetés.
Les galeries de l'Académie conservent également de nombreuses sculptures. Notamment des plâtres originaux de Canova.

## Œuvres majeures

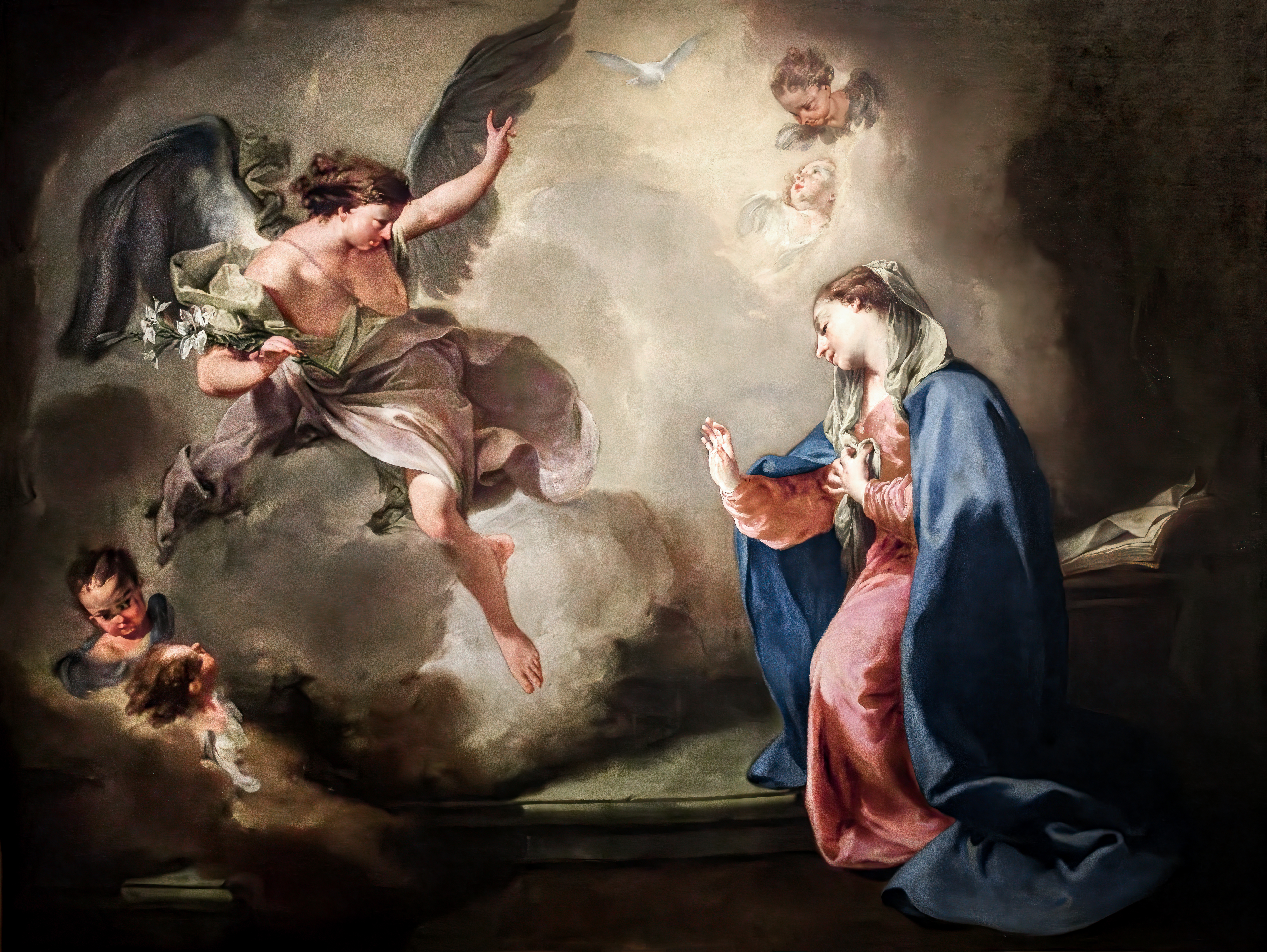
L'Annunciazione, de Giambattista Pittoni, 1757, Sala Paladiana
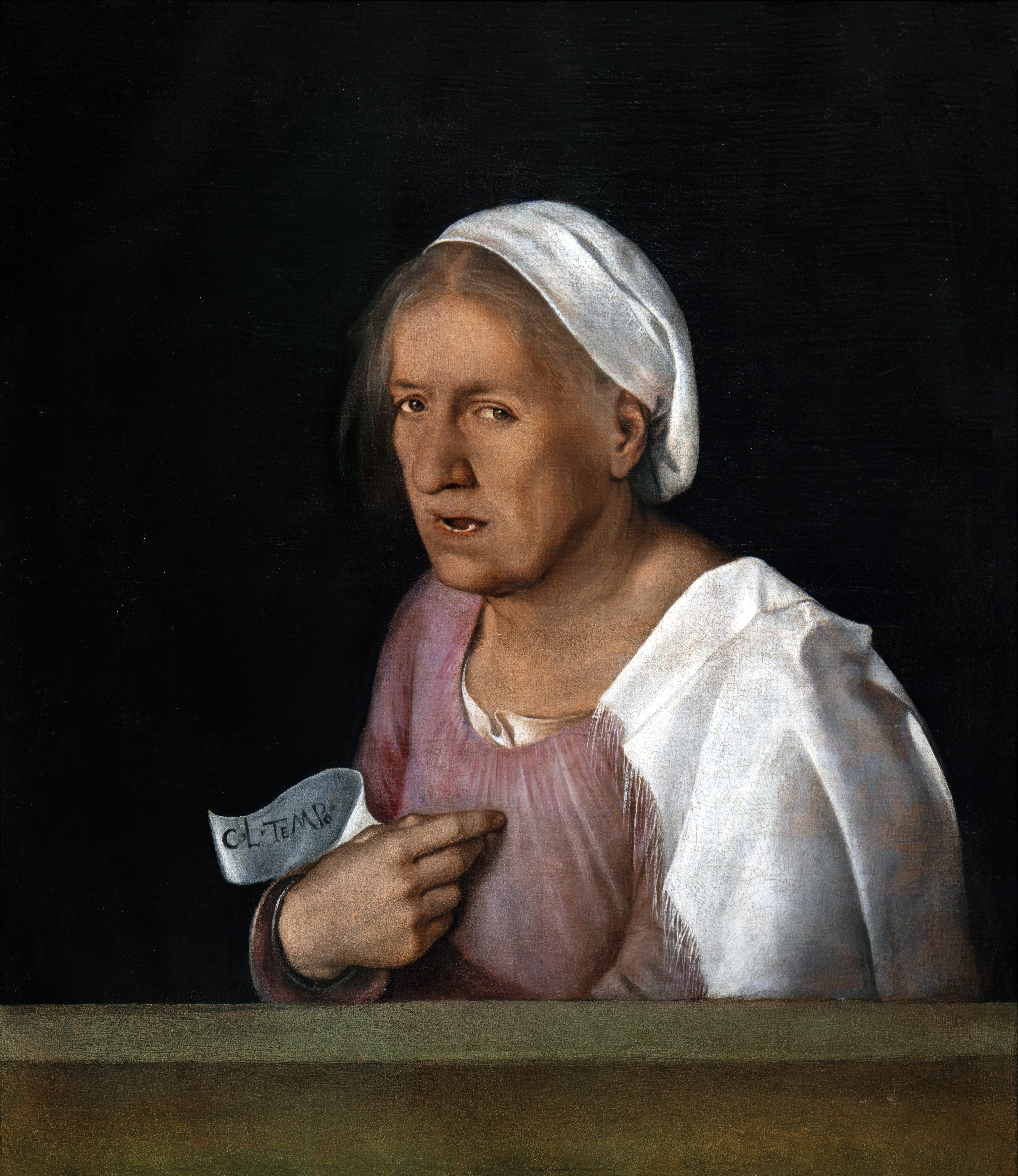
Col tempo ou La  Vieille Giorgione
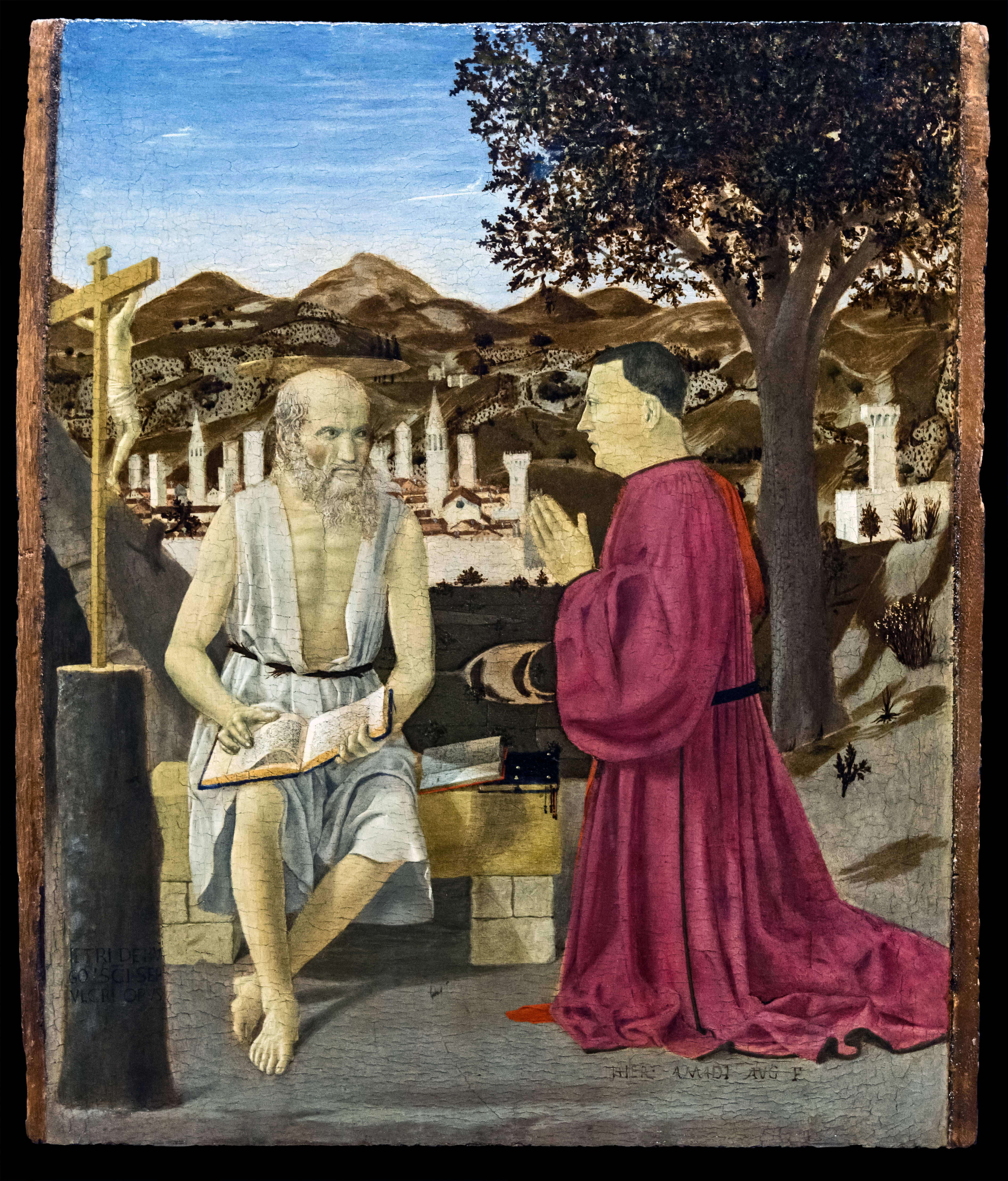
Saint Jérôme et le donateur Girolamo Amadi de Piero della Francesca, 1440-1450.
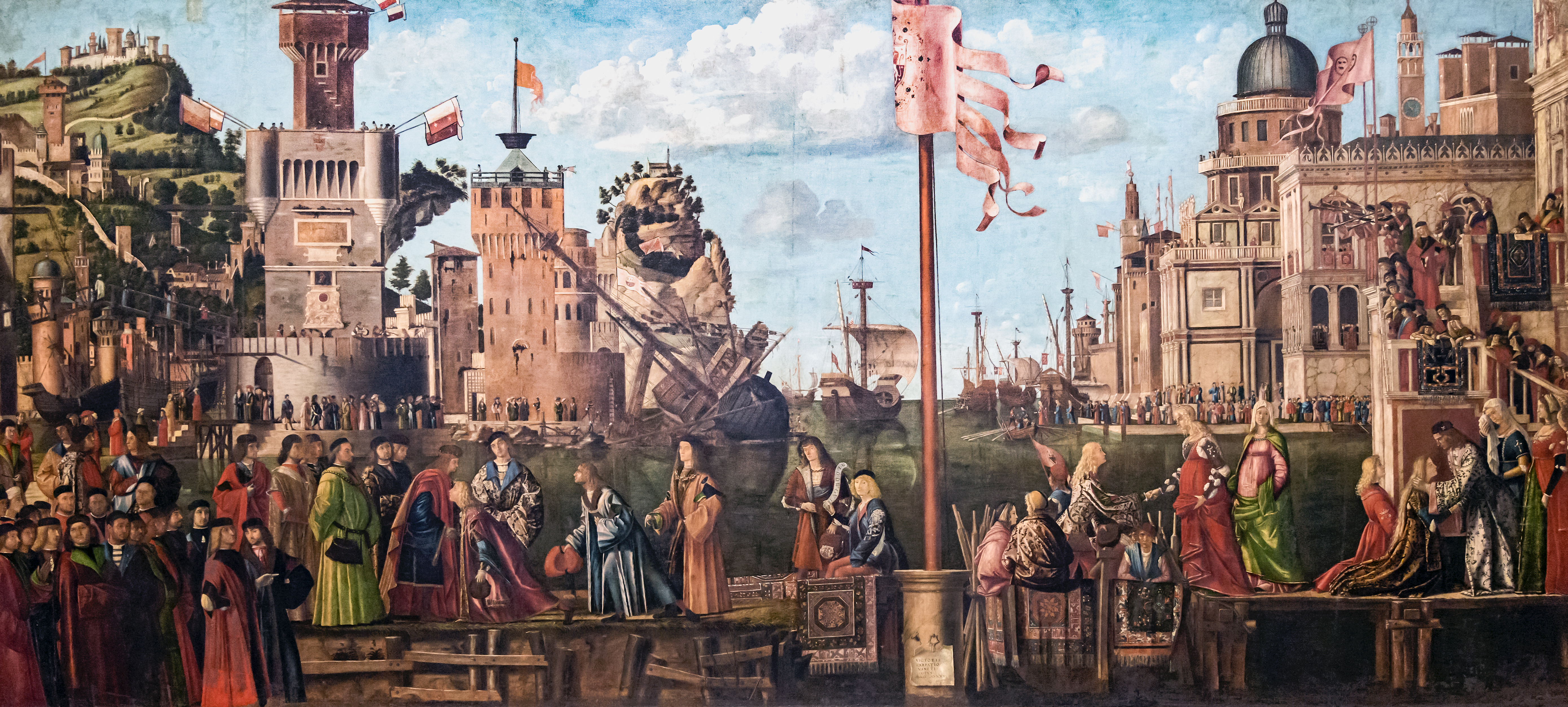
La Rencontre des fiancés et le départ en pèlerinage, d’après l’Histoire de sainte Ursule de Vittore Carpaccio (1490-1495)
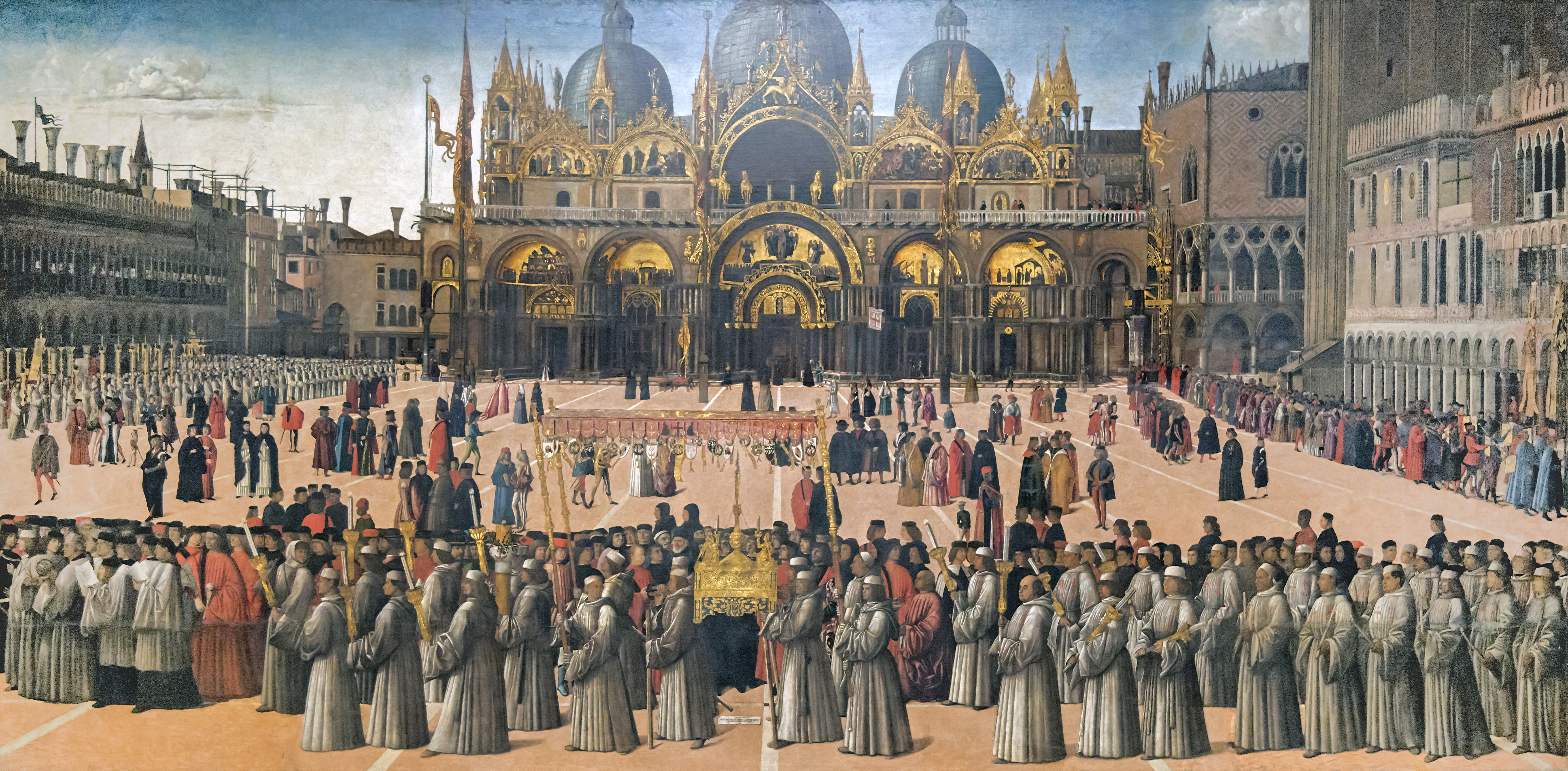
La Procession sur la place Saint-Marc de Gentile Bellini (1496)
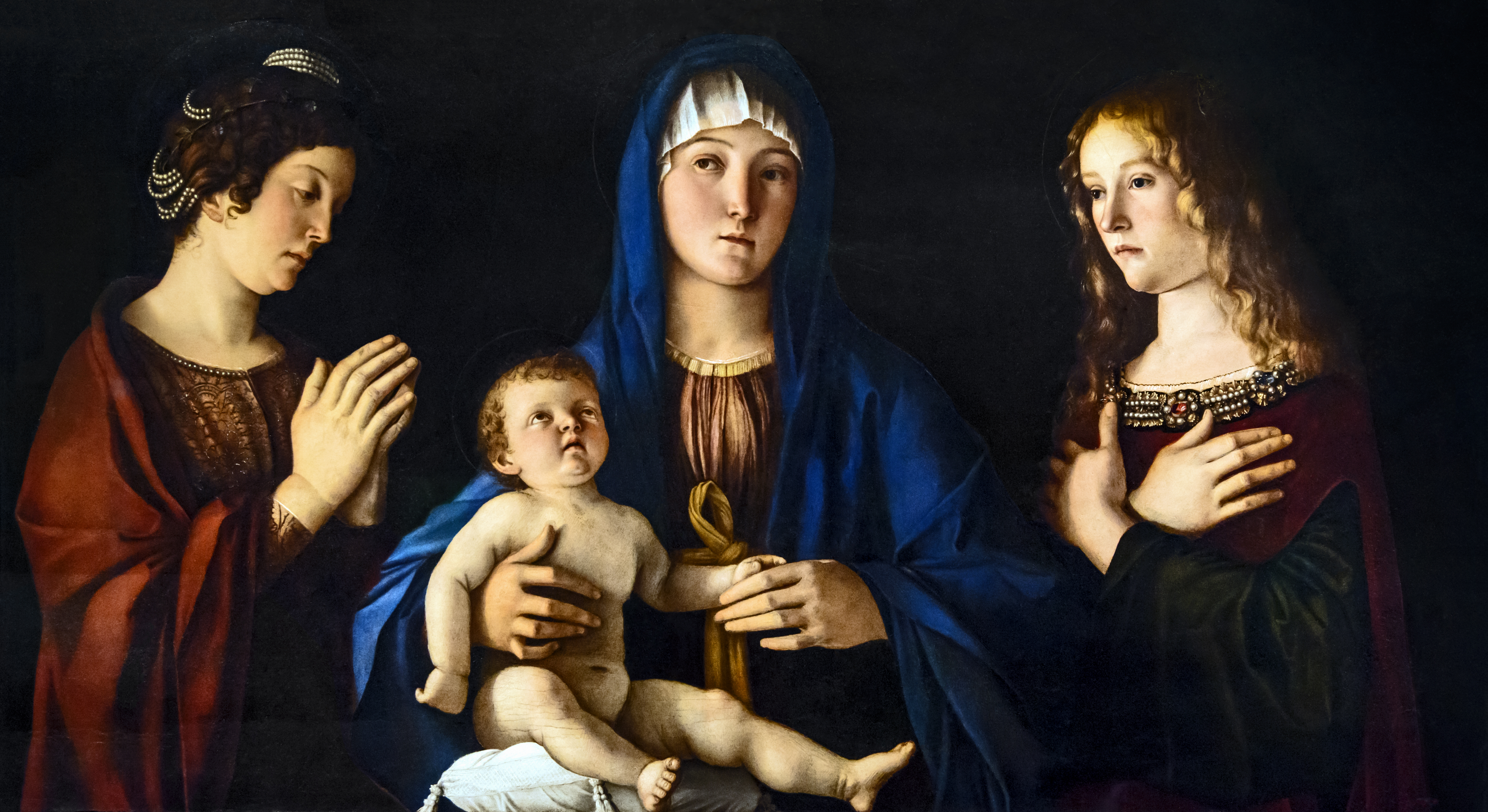
Vierge à l'Enfant entre sainte Catherine et sainte Madeleine de Giovanni Bellini (vers 1490)
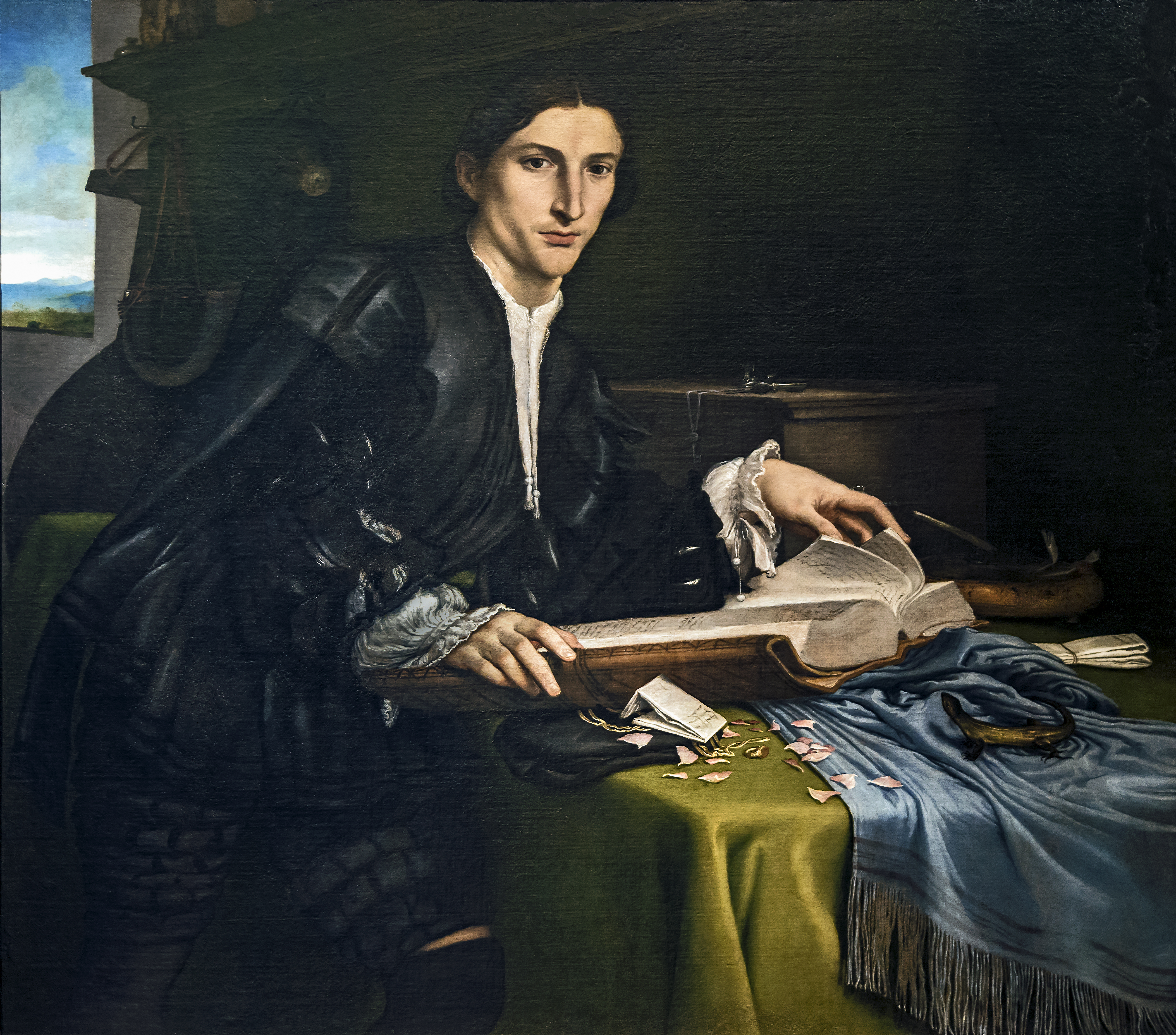
Le Jeune Malade de Lorenzo Lotto (1527)

Jérôme Bosch
- Triptyque des ermites, 1495
- Triptyque de Santa Liberata (ou le Martyre de sainte Julie), 1497
- Quatre Visions de l'Au-Delà, 4 panneaux, 1500-1503

Jacopo Bassano
- Saint Jérôme, 1556, 119 × 154 cm

Gentile Bellini
- Procession sur la place Saint-Marc, 1496, 367,5 × 746 cm
- Miracle de la Croix tombée dans le canal San Lorenzo, 1500 (environ), 323 × 430 cm

Giovanni Bellini
- Allégories, ou Quatre Allégories, vers 1490-1505
- Vierge Contarini, 1475-1480
- Vierge aux angelots rouges, vers 1485
- Pala di San Giobbe, 1487 (environ), 471 × 258 cm
- Vierge aux Petits Arbres, 1487
- Vierge à l'Enfant entre sainte Catherine et sainte Madeleine, 1490 (environ), 58 × 107 cm
- Conversation Sacrée Giovanelli, 1504
- Pietà, 1505, 65 × 90 cm
- Vierge en Gloire et saints, vers 1510-1515

Bernardo Bellotto
- Le rio dei Mendicanti et la scuola de san Marco, 1740, 42 × 69 cm

Paris Bordone
- La Consigne de l'anneau au Doge, 1534, 370 × 300 cm

Canaletto
- Capriccio avec ruines à Padoue, 1760
- Perspective avec portique, 1765, 131 × 93 cm

Vittore Carpaccio
- Histoire de sainte Ursule (1490-1495) : 9 tableaux
- Deux Dames vénitiennes (1490)
- Le Miracle de la relique de la Croix au pont du Rialto (1494)

Rosalba Carriera
- Portrait de jeune fille de la famille Le Blond, 1730, 34 × 27 cm

Cima da Conegliano
- Madonna dell'Arancio (Vierge de l'Oranger), 1496, 212 × 139 cm
- Vierge à l'Enfant intronisée avec les saints, 1496-1499

Domenico Fetti
- David, 1620 (environ), 175 × 128 cm

Giorgione
- La Vieille Femme, 1506, 68 × 59 cm
- La Tempête, 1507-1508, 82 × 73 cm

Francesco Guardi
- Incendie au dépôt d’huile de San Marcuola, 1790, 41 × 60 cm
- Le Bassin de San Marco avec San Giorgio et la Giudecca, 1780, 72 × 97 cm

Jacobello del Fiore
- Couronnement de Marie au Paradis, 1438

Charles Le Brun
- Le Repas chez Simon le Pharisien, 1653 environ, 386 × 320 cm

Johann Liss
- Le Sacrifice d’Isaac
- Le Supplice de Marsyas

Pietro Longhi
- Le Petit Concert, 1741, 60 × 48 cm
- L’Apothicaire, 1752, 60 × 48 cm
- La Toilette, 1741 (environ) 60 × 49 cm

Lorenzo Lotto
- Le Jeune Malade, 1527, 98 × 116 cm

Andrea Mantegna

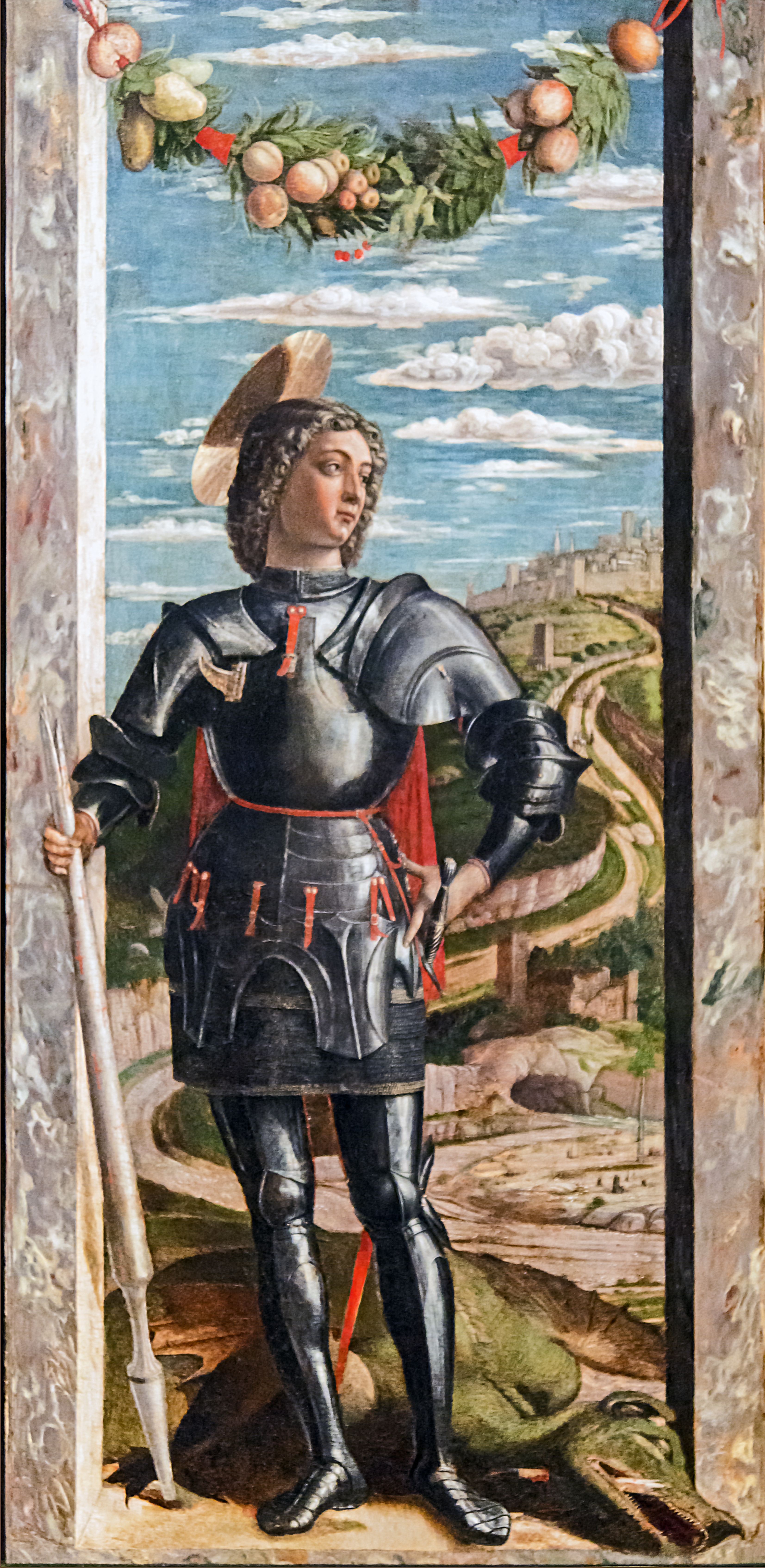
Saint Georges d’Andrea Mantegna (1460)

- Saint Georges, 1460 (environ) 66 × 32 cm

Michele Marieschi
- Capriccio avec édifice gothique et obélisque, 1741, 55 × 83 cm

Hans Memling
- Portrait d'un jeune homme devant un paysage, 1480 (environ), 26 × 20 cm

Giovanni Battista Piazzetta
- La Devineresse, 1740, 154 × 114 cm

Giambattista Pittoni
- L'Annonciation, 1757, 125 × 205 cm

Piero della Francesca
- Saint Jérôme et le donateur Girolamo Amadi, 1440-1450, 49 × 42 cm

Giambattista Tiepolo
- L'Enlèvement d'Europe, 1725 (environ), 99 × 134 cm
- Apparition de la Sainte famille à saint Gaétan, 1735-36, 128 × 73 cm
- Sainte Hélène retrouve la vraie croix, 1745

Le Tintoret
- Le Miracle de saint Marc (ou Le Miracle de l'Esclave), 1548, 416 × 544 cm
- Portrait du Procurateur Jacopo Soranzo, 1550, 106 × 90 cm
- L'Enlèvement du corps de saint Marc, 1562, 398 × 315 cm
- La Tentation d’Adam et Ève, 1551-1552, 150 × 220 cm
- Le Meurtre d’Abel, 1551-1552, 149 × 196 cm
- La Création des animaux, 1550-1553, 151 × 256 cm
- Saint Marc sauvant un Sarrasin du naufrage, 1562-1566, 396 × 334 cm

Titien
- Présentation de Marie au Temple, 1534-1538
- Pietà, 1575-1576, 389 × 351 cm
- Saint Jean-Baptiste dans le désert, 1542 (environ), 201 × 134 cm
- Portrait du procurateur Jacopo Sorenzo, 1550

Gaspare Traversi
- Le Blessé, 1752, 101 × 127 cm

Cosmè Tura
- Madone au zodiaque, 1459-1463, 61 × 41 cm

Paolo Veneziano
- Le Couronnement de la Vierge, Histoire de Jésus et de saint François
- Polyptyque de l'Annonciation

Paul Véronèse
- Repas chez Levi, 1573
- Vierge à l’Enfant sur le trône avec saint Jean Baptiste et des saints, 1562-1564, 341 × 193 cm
- Le Mariage mystique de sainte Catherine d'Alexandrie, 1575 (environ), 337 × 241 cm
- L'Annonciation, 1573, 271 × 541 cm

Léonard de Vinci
- Homme de Vitruve, 1490, dessin annoté

Alvise Vivarini
- Vierge à l’Enfant, avec sainte Anne, saint Joachim et saints, 1480, 175 × 196 cm

Antonio Vivarini
- Triptyque de la Vierge de Charité d’Antonio Vivarini et Giovanni d'Alemagna, 1480, 175 × 196 cm

## Illustrations

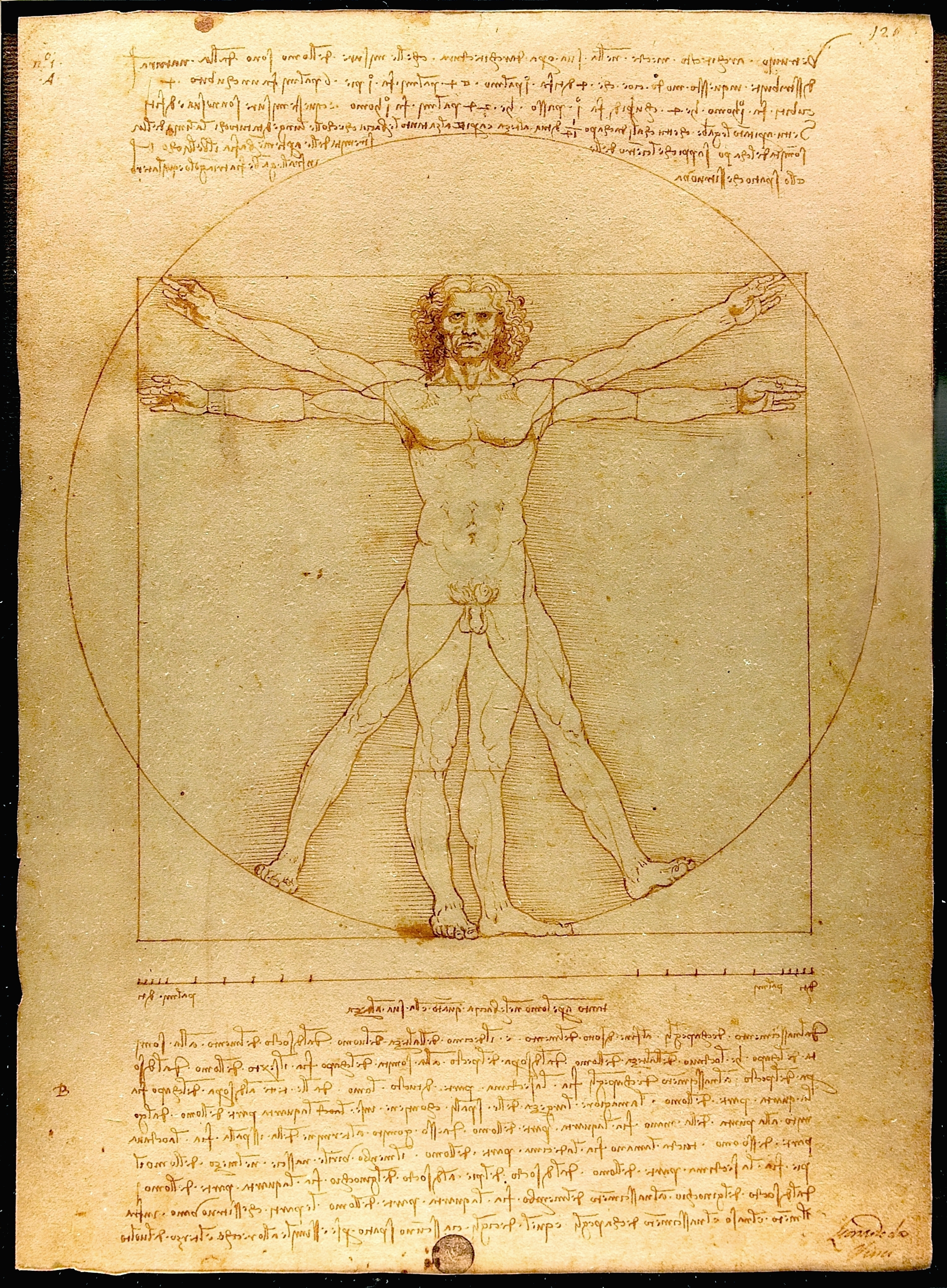
Homme de Vitruve Léonard de Vinci (1487)
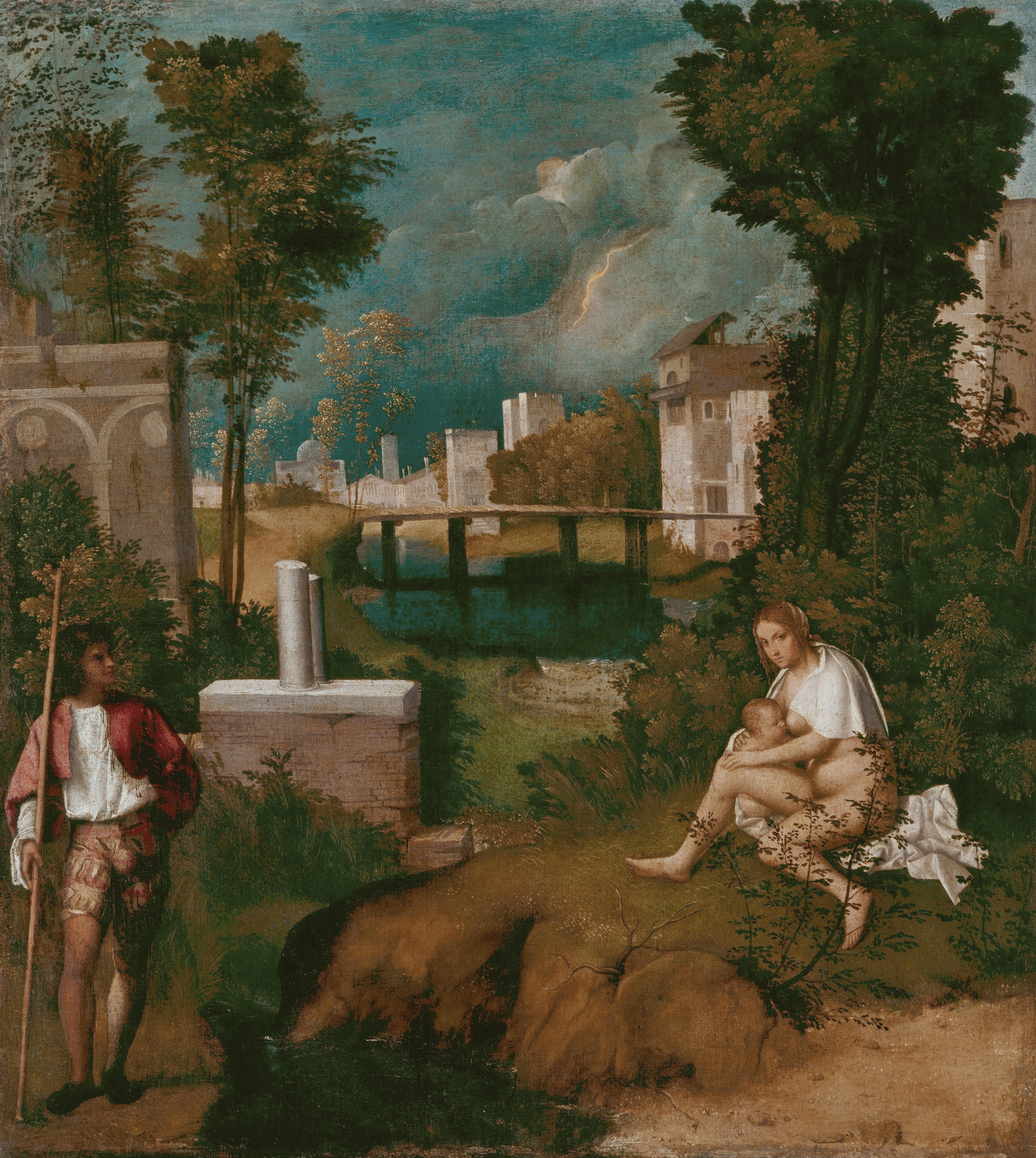
La Tempête Giorgione (1508)
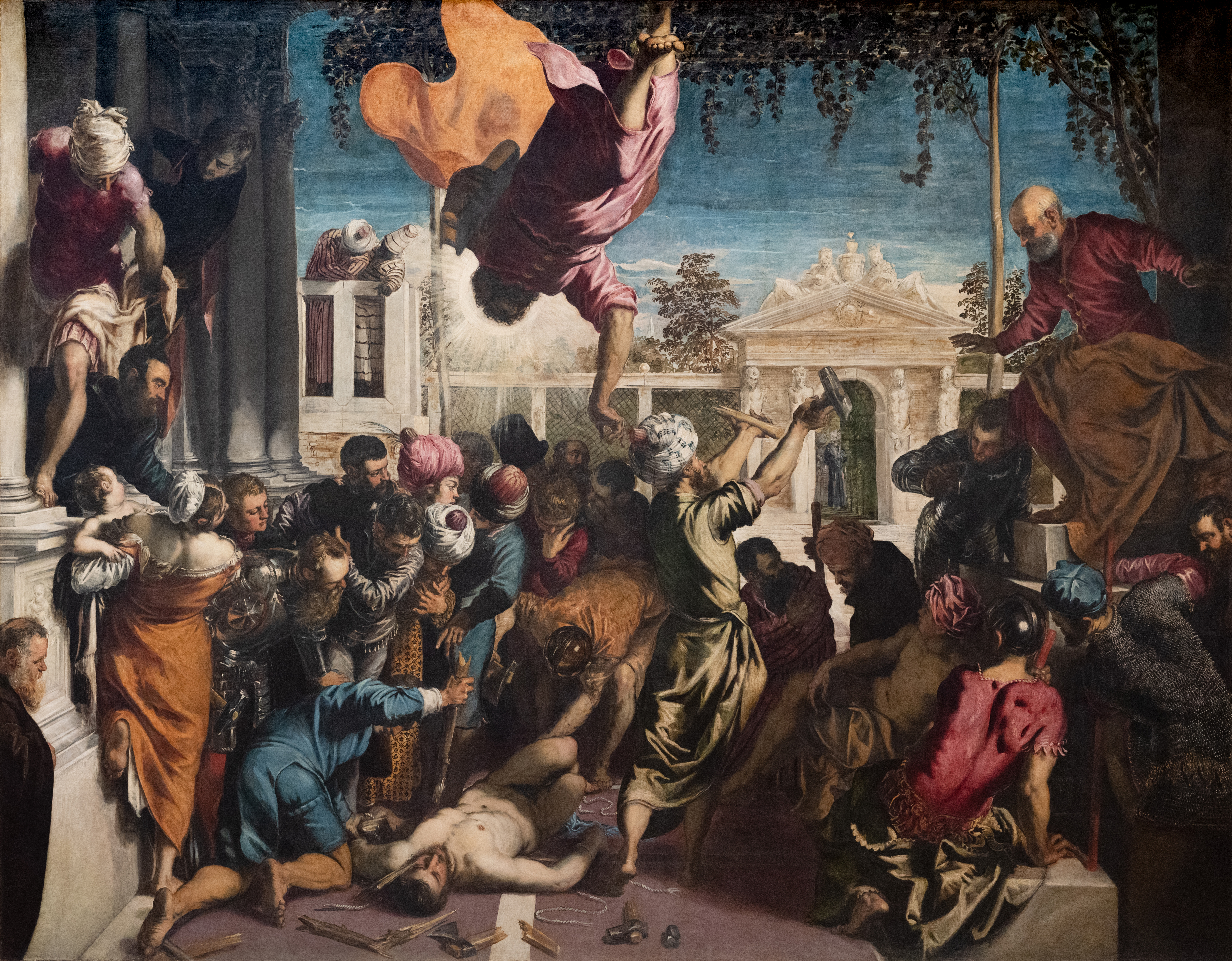
Miracle de  l'esclave Le Tintoret (1548)
Repas chez Levi Véronèse 1573
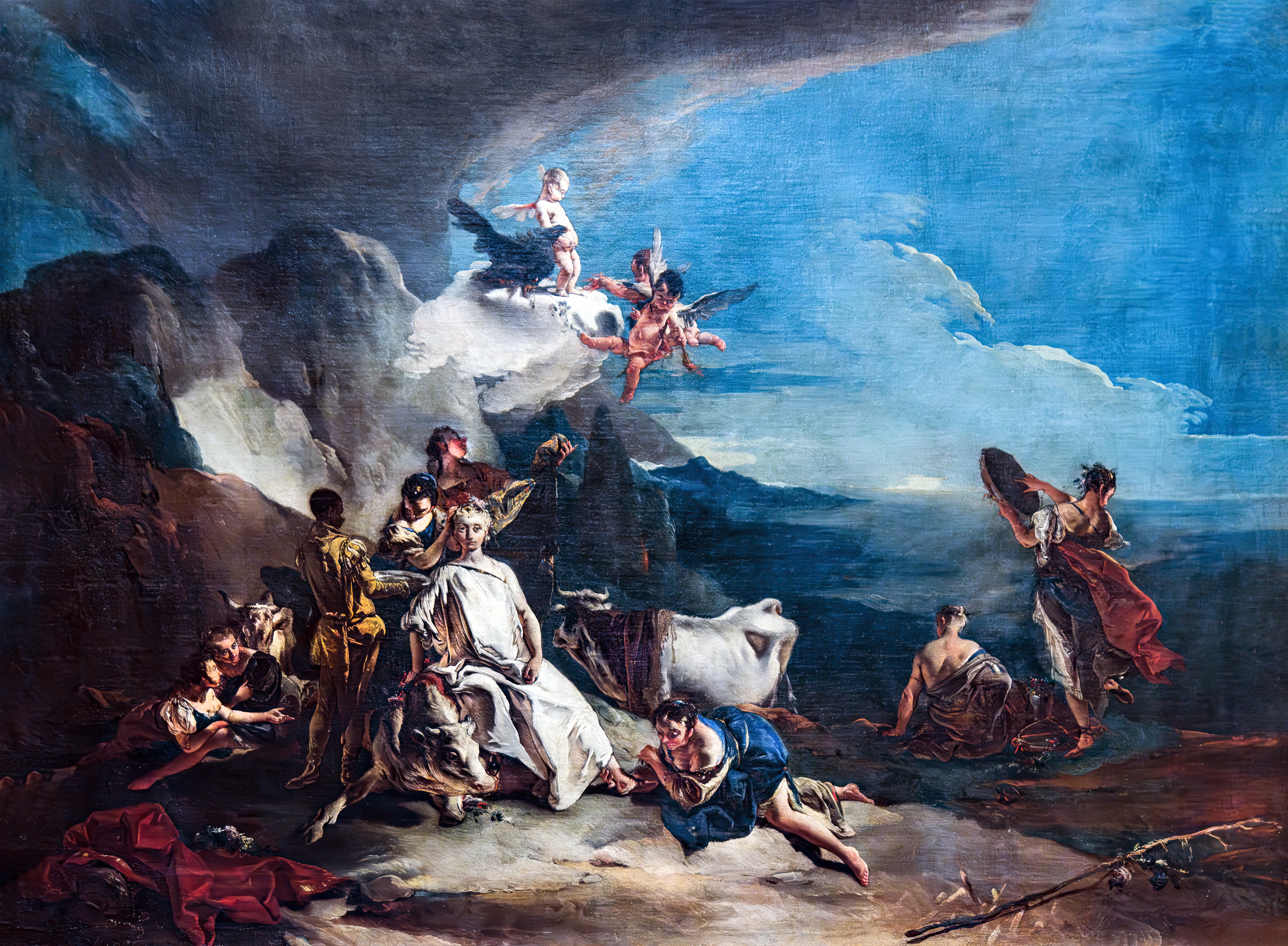
Le Viol d’Europe Giambattista Tiepolo 1724
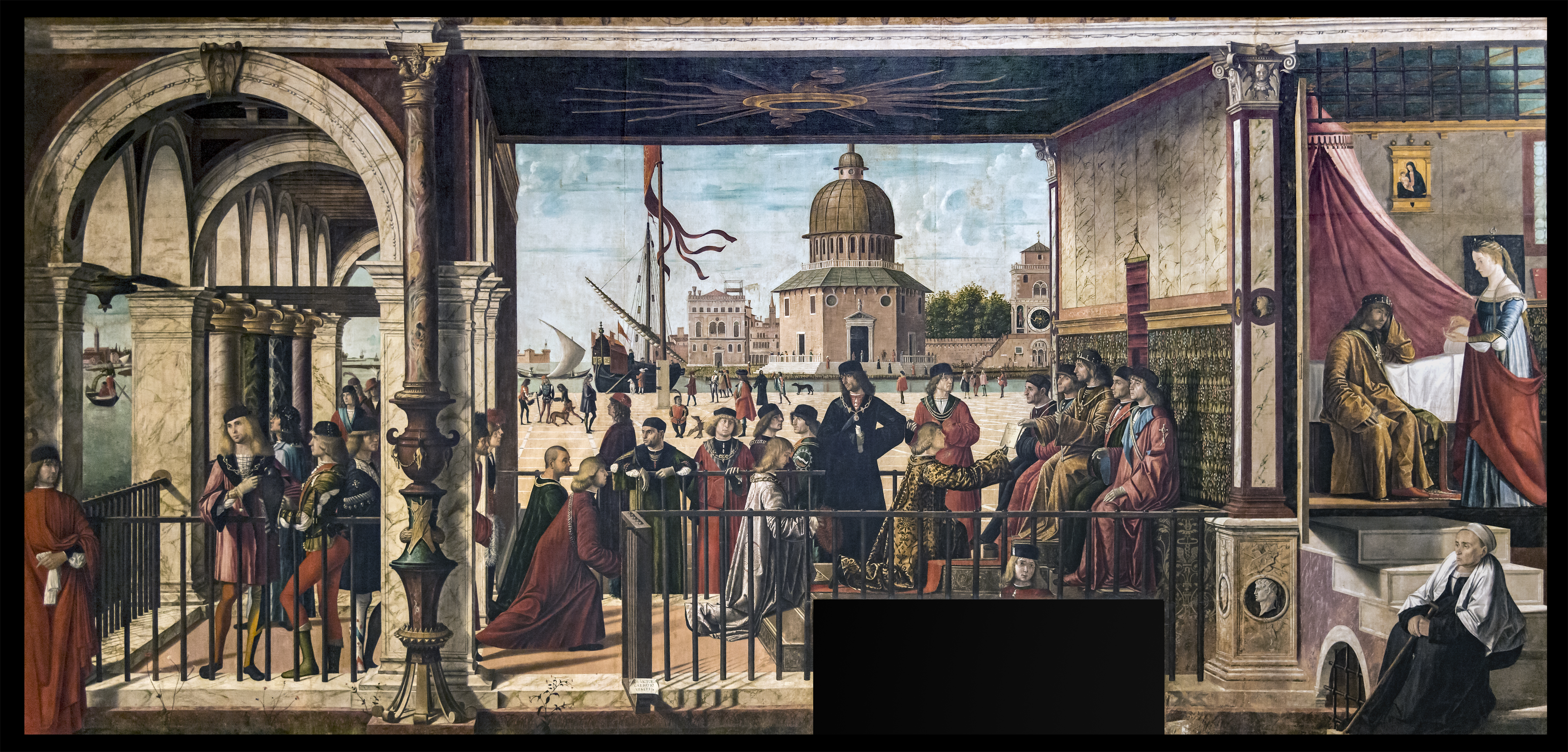
La légende de la vie de sainte Ursule (détail). Arrivée des ambassadeurs anglais– Vittore Carpaccio 1495
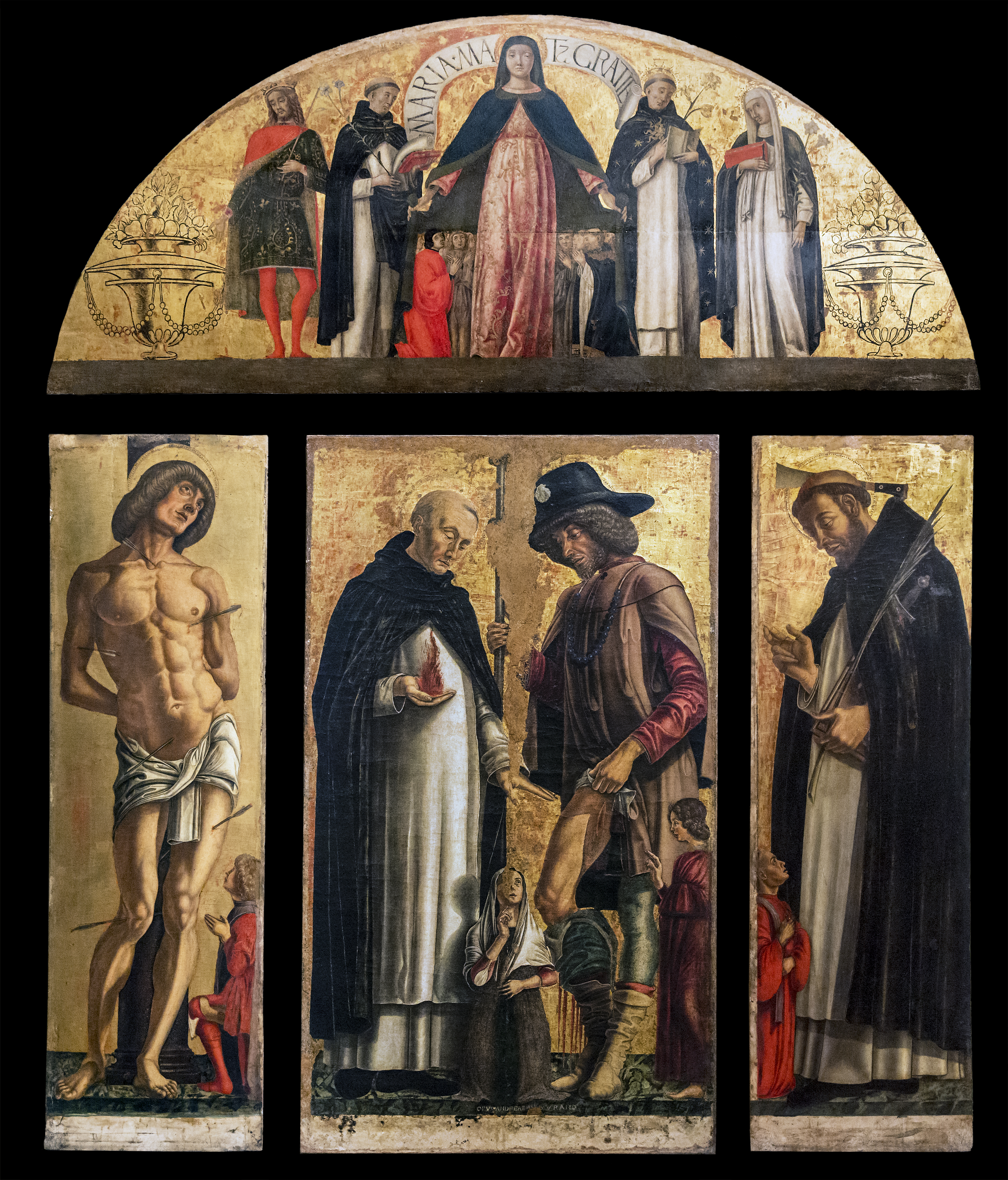
Polyptyque Andrea da Murano 1573
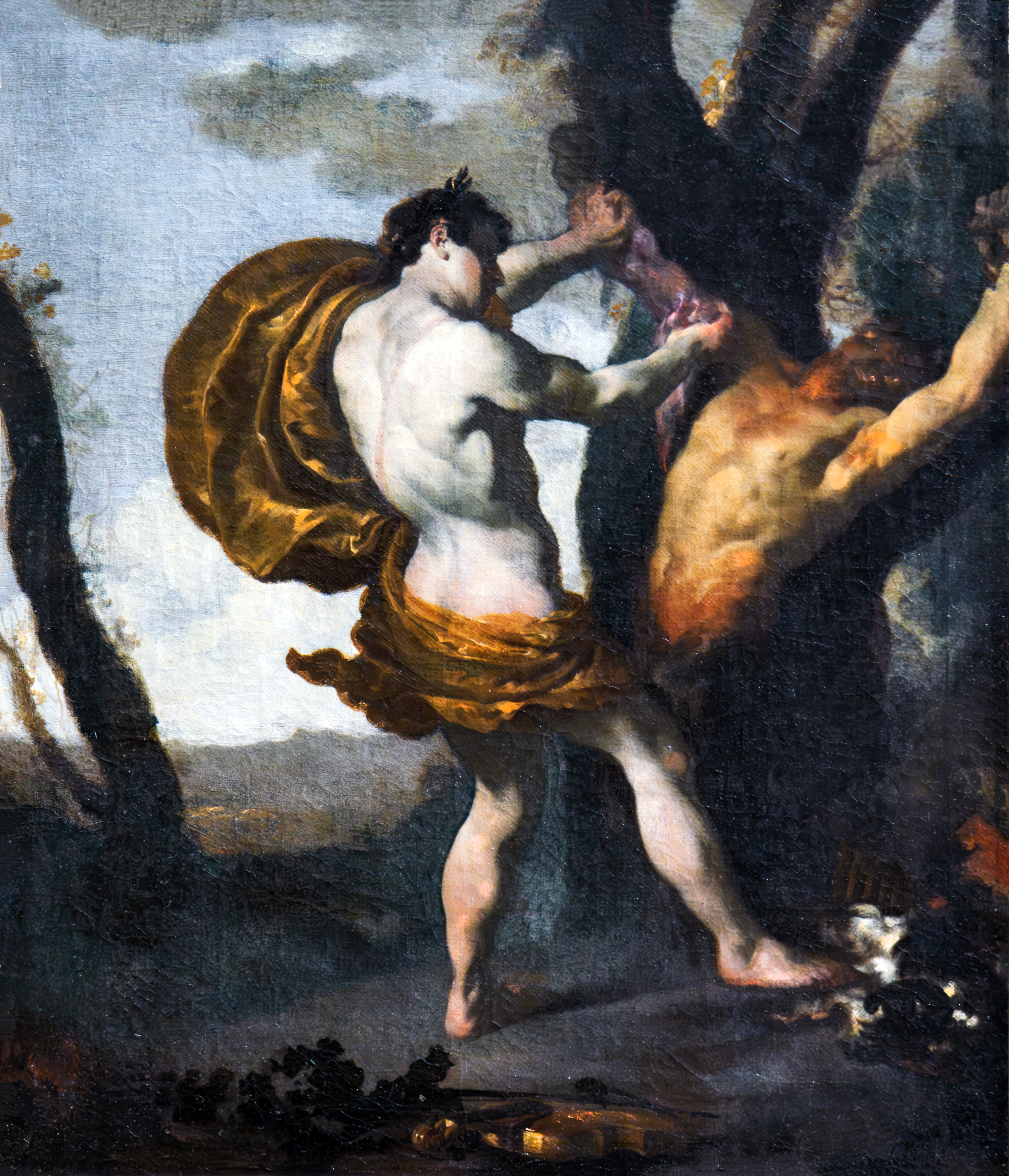
Apollo and Marsyas – Johann Liss 1627
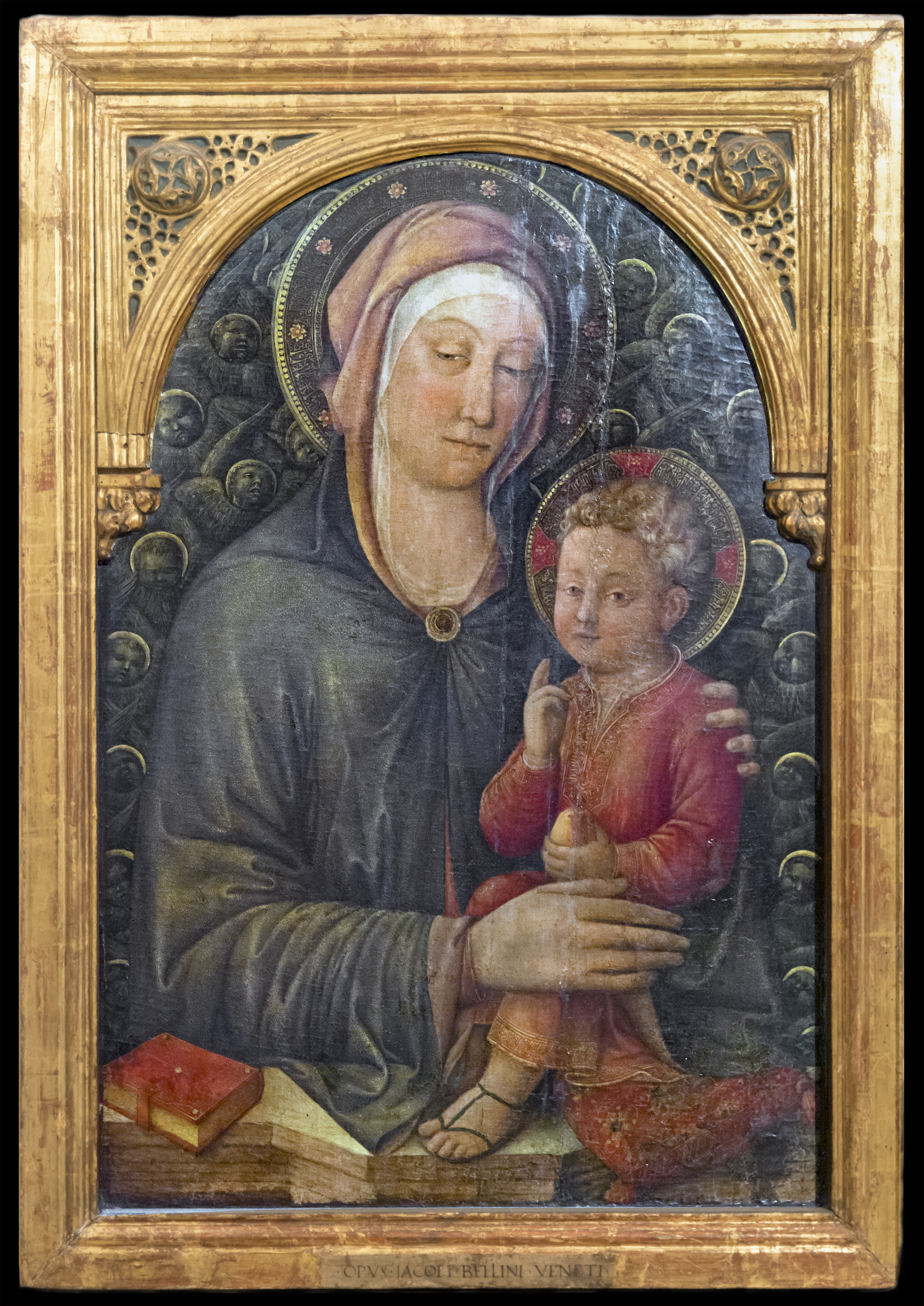
Vierge à l'Enfant – Jacopo Bellini 1455
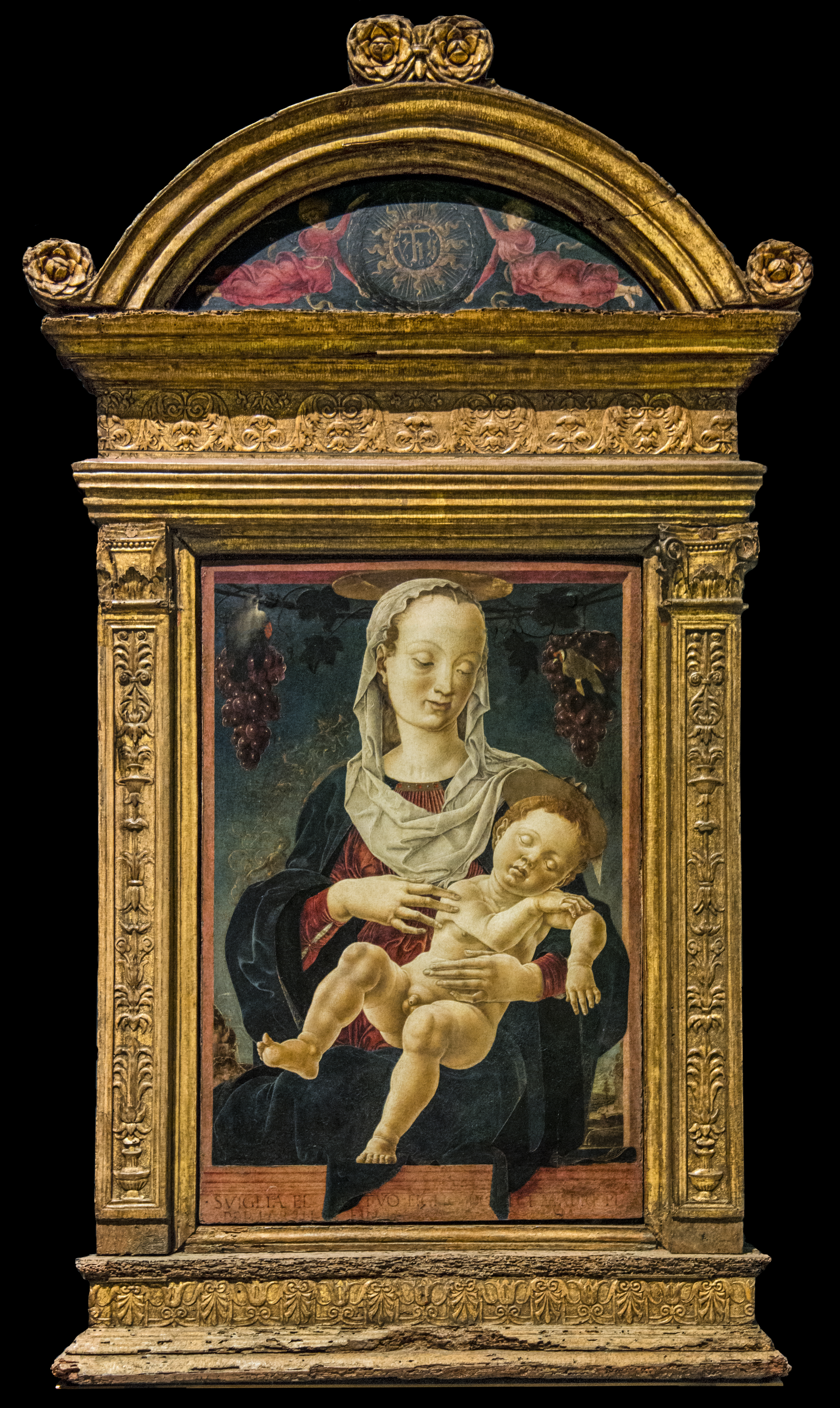
Vierge à l'Enfant Cosmè Tura 1470
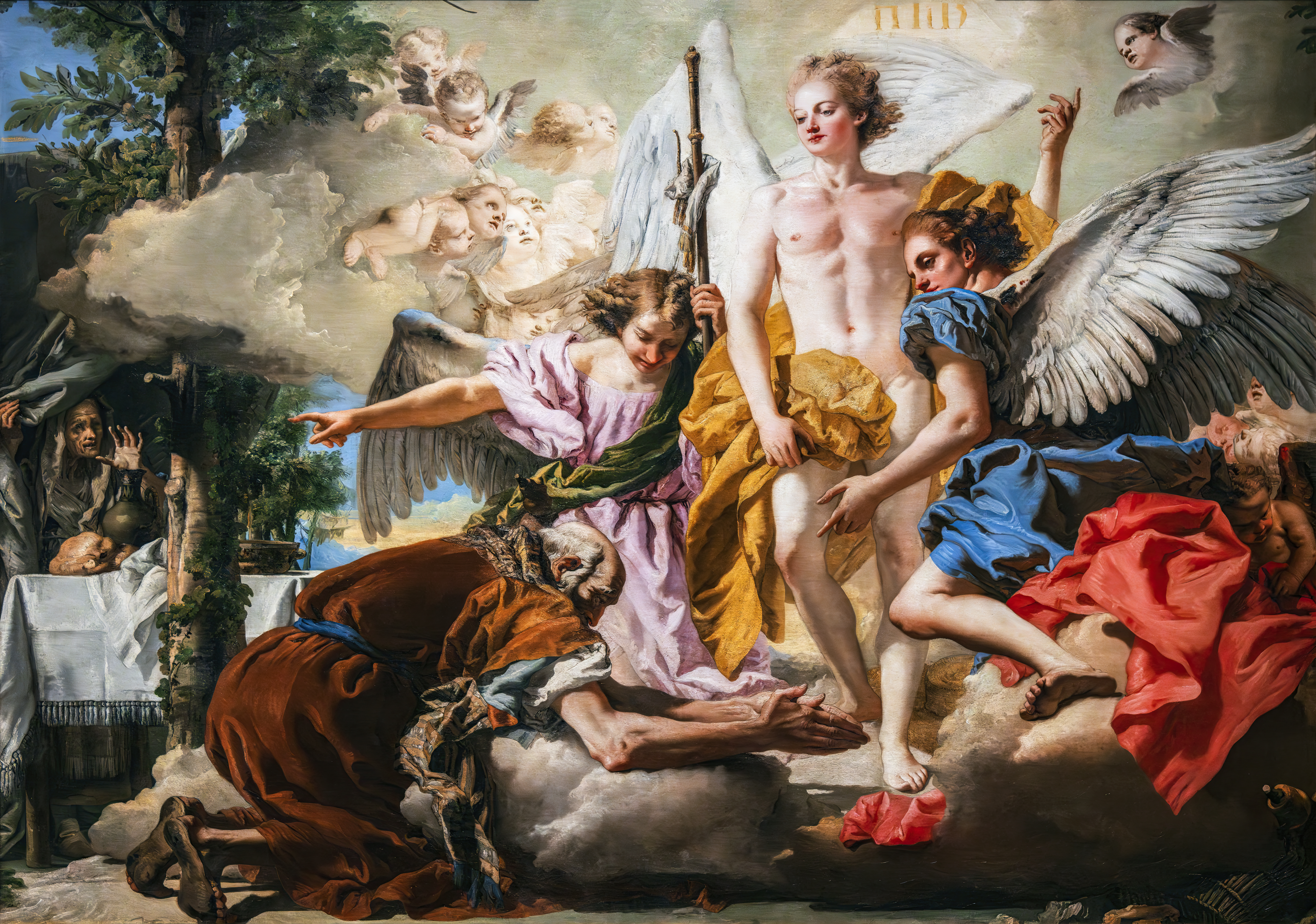
Abraham et les trois anges Giandomenico Tiepolo 1773
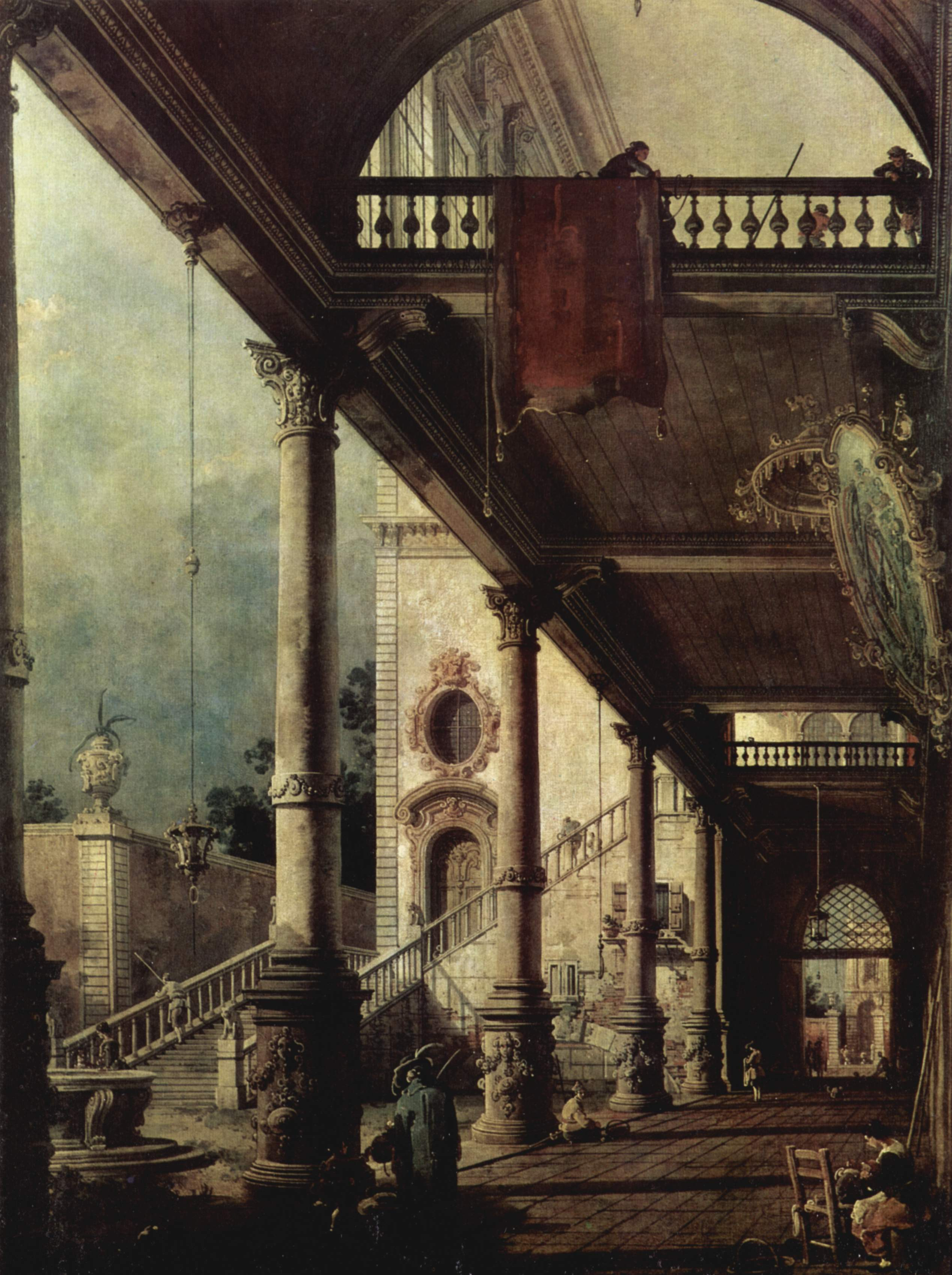
Francesco Guardi 2e moitié XVIIIe
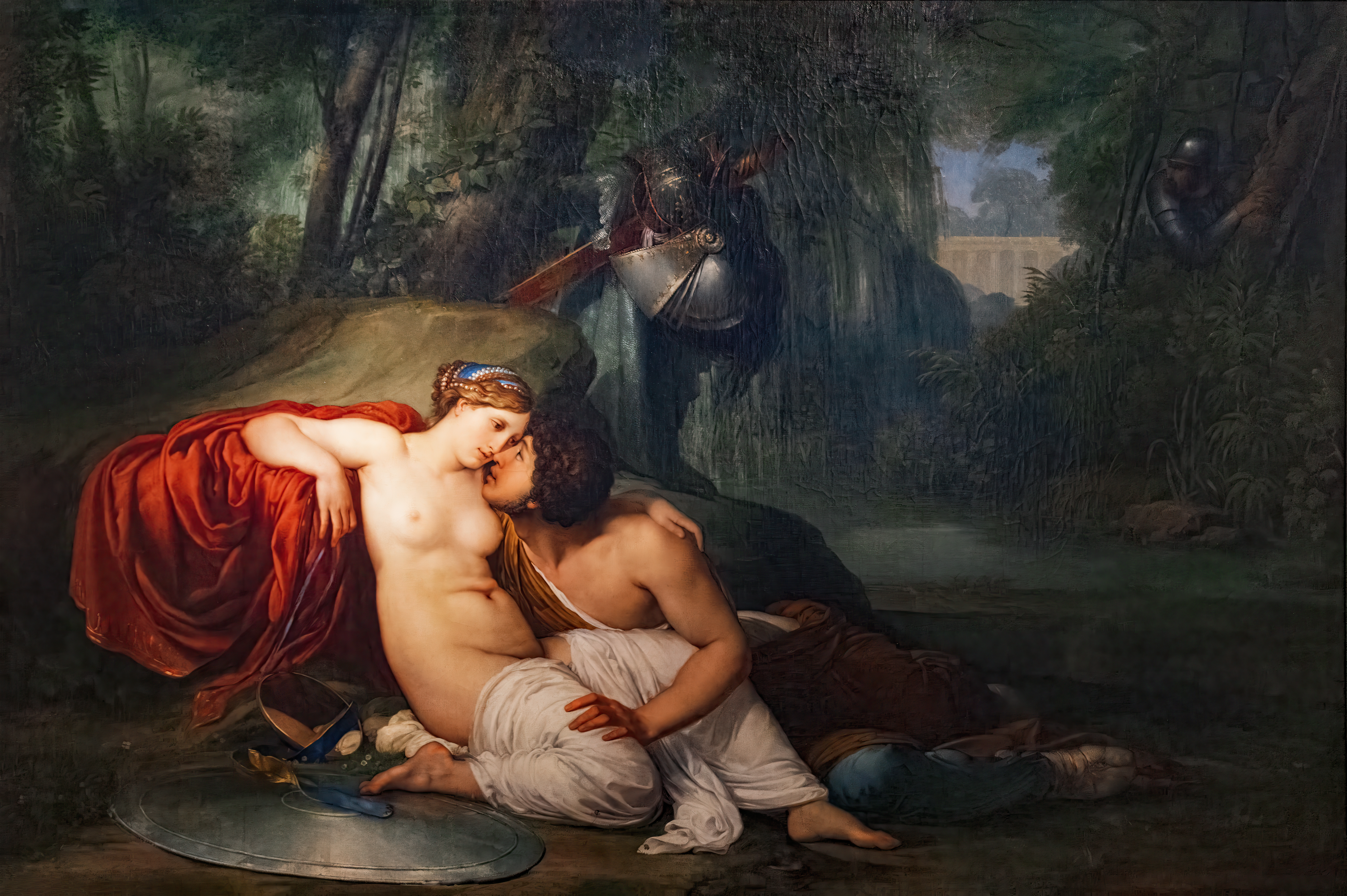
Rinaldo et Armida Francesco Hayez 1814
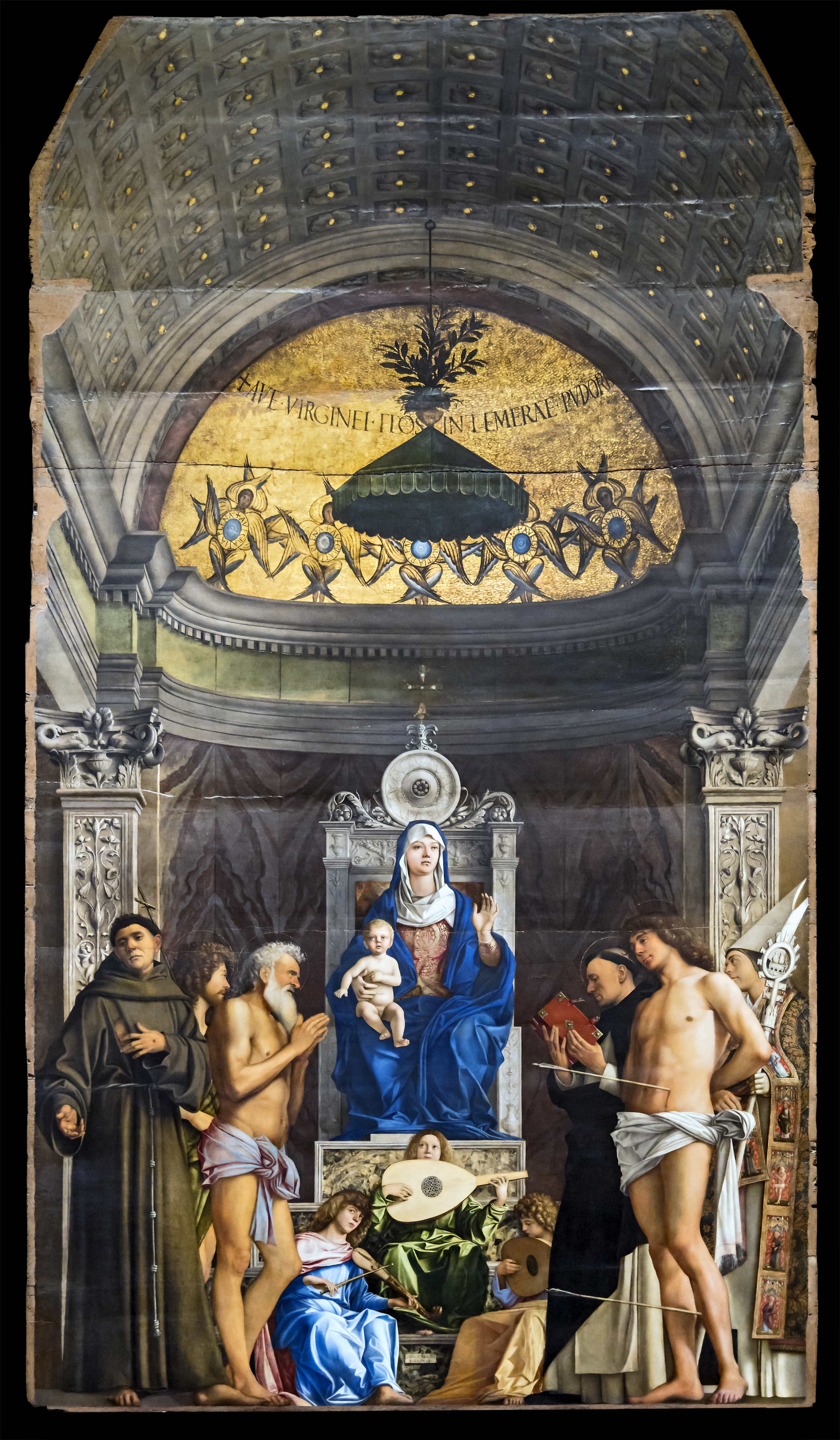
Vierge à l'Enfant avec les saints et les anges – Giovanni Bellini 1487
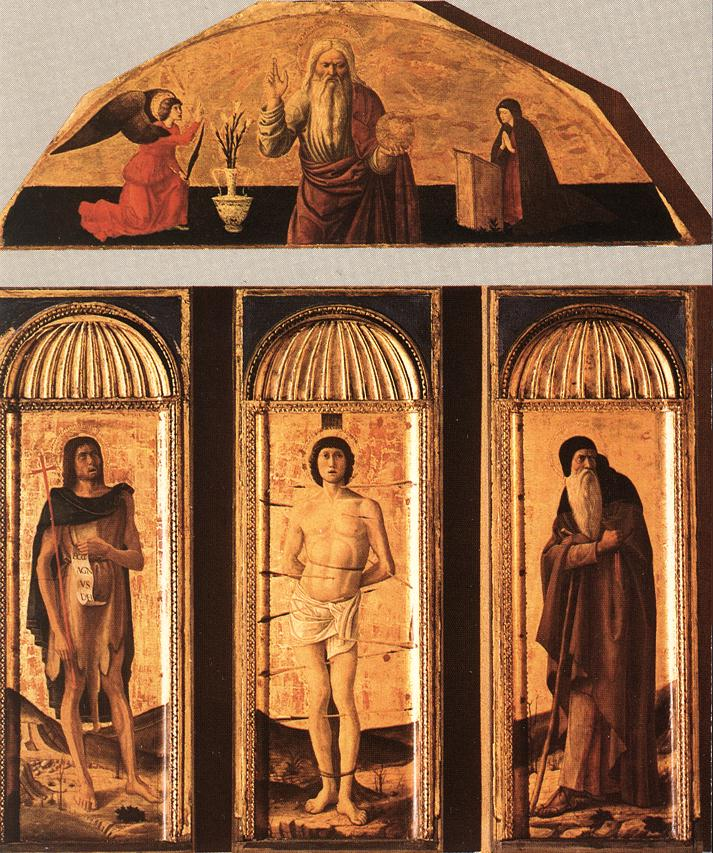
Triptyque de saint Sébastien Giovanni Bellini 1460-1464
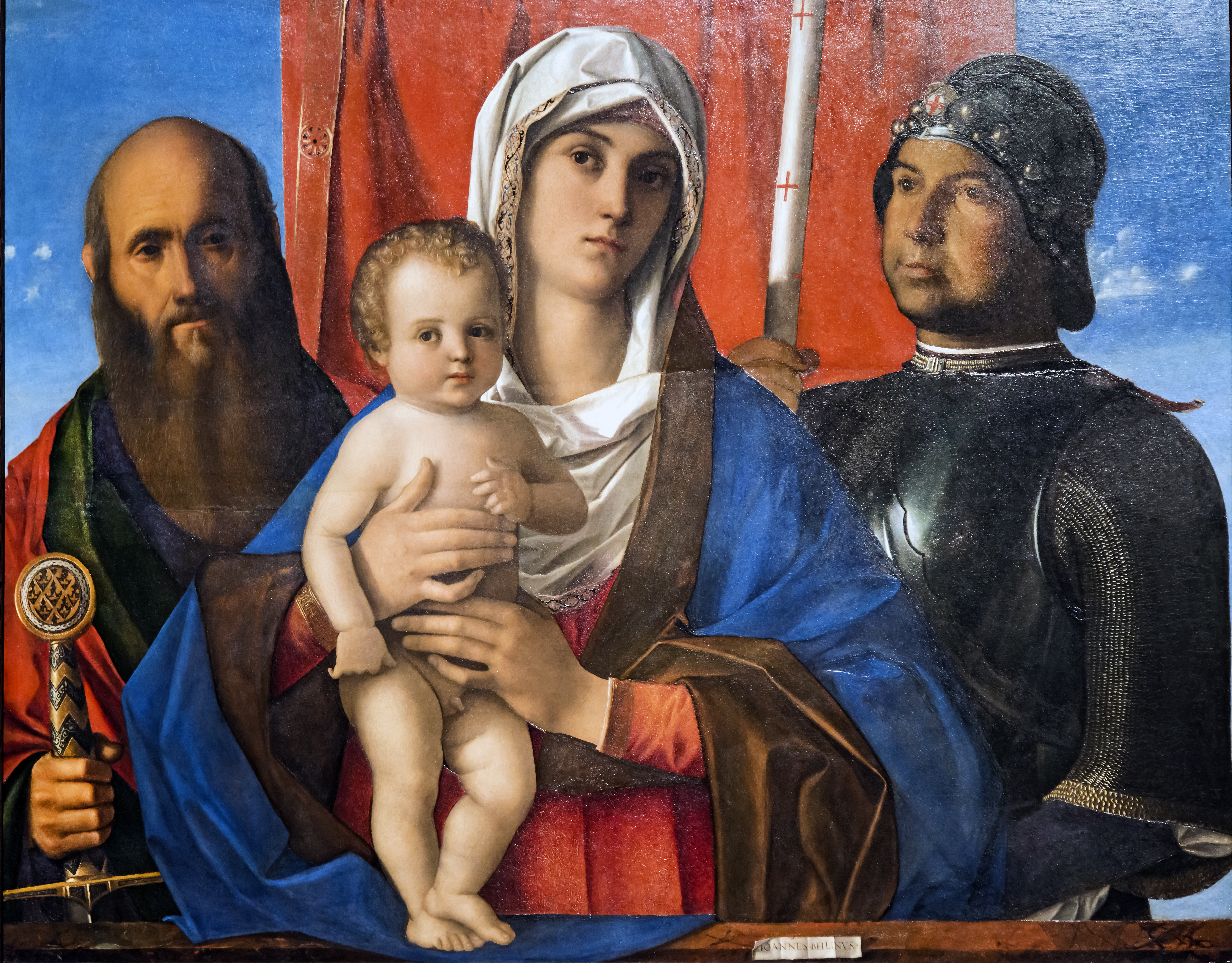
Madone à l'enfant entre saint Paul et saint Georges Giovanni Bellini
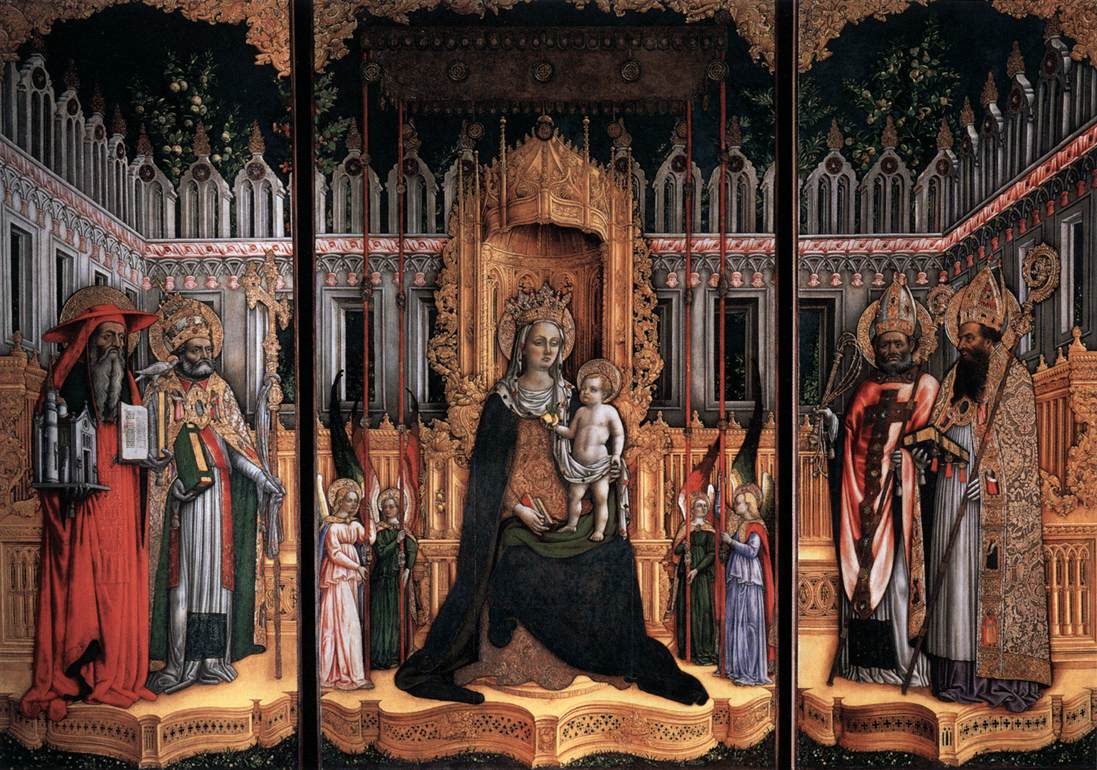
Triptyque Giovanni d'Alemagna 1446
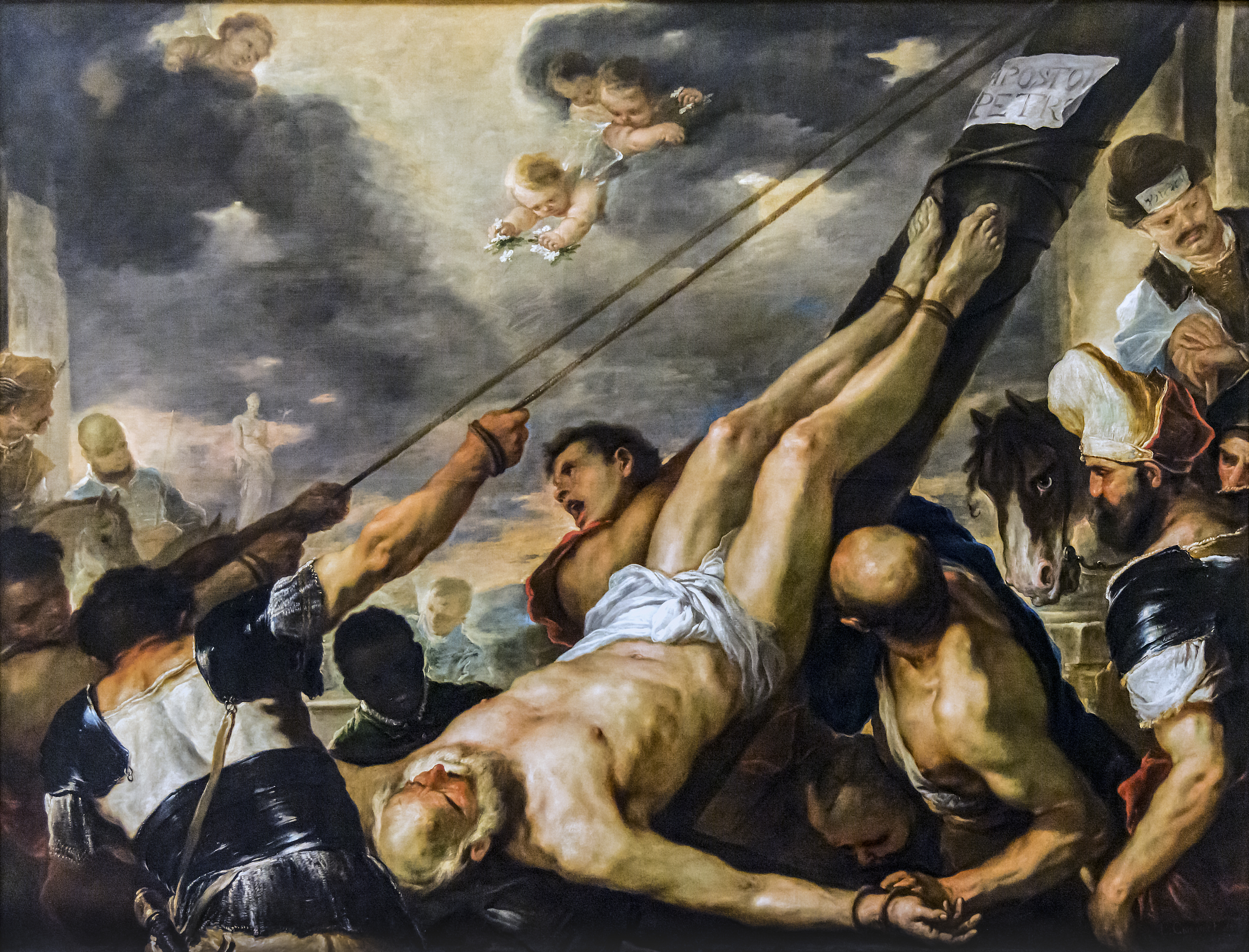
Crucifixion de saint Pierre Luca Giordano 1692